# Chrysops moechus
Chrysops moechus är en tvåvingeart som beskrevs av Osten Sacken 1875. Chrysops moechus ingår i släktet Chrysops och familjen bromsar. Inga underarter finns listade i Catalogue of Life.